# فحشای مذهبی

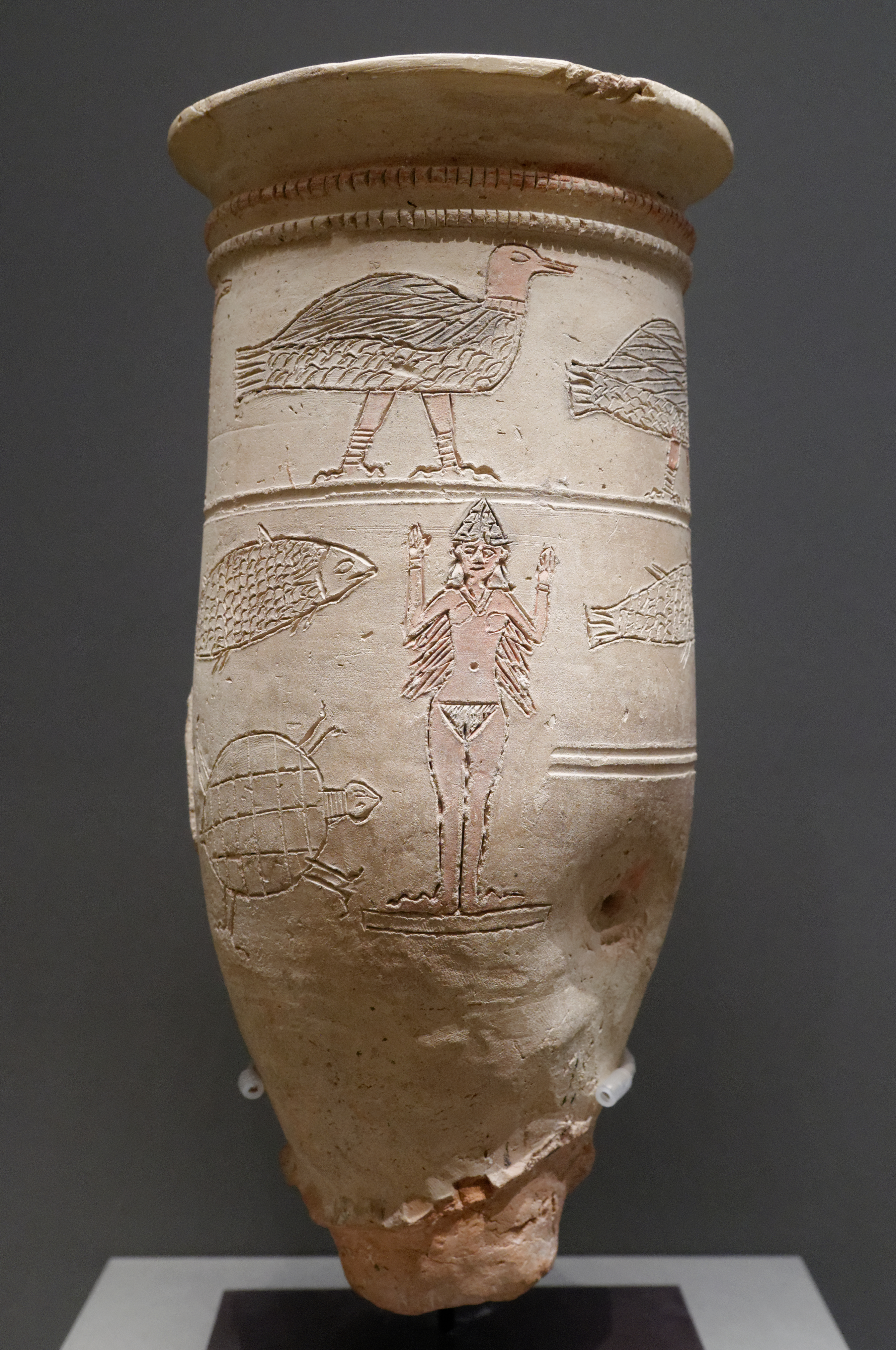
«گلدان ایشتار»؛ گلدان سفالی منقوش به پیکر برهنه الهه ایشتار، با تاجی شاخدار و احاطه شده توسط پرندگان نمادین، ماهی، گاو نر و لاک‌پشت. اوایل هزاره دوم پیش از میلاد، لارسا، سومر (عراق امروزی). محل نگهداری موزه لوور

فحشای مذهبی، فحشای مقدس، روسپیگری معبد (انگلیسی: Sacred prostitution)، آداب و رسومی هستند که شامل تن‌فروشی هستند که در چارچوب عبادت مذهبی (پرستش) انجام می‌شود، احتمالاً به‌عنوان شکلی از مراسم فرقه باروری یا ازدواج مقدس (hieros gamos). محققان در مواردی که پرداخت هزینه خدمات در میان نباشد، اصطلاح مناسک جنسی مقدس را ترجیح می‌دهند.